# Reiko Tosa
Reiko Tosa (japonsko 土佐 礼子), japonska atletinja, * 11. junij 1976, Macujama, Japonska.
Nastopila je na poletnih olimpijskih igrah v letih 2004 in 2008, leta 2004 je dosegla peto mesto v maratonu. Na svetovnih prvenstvih je v isti disciplini osvojila srebrno medaljo leta 2001 in bronasto leta 2007. Leta 2004 je osvojila Nagojski maraton, leta 2006 pa Tokijski maraton.